# 조선명탐정
《조선명탐정》은 대한민국의 영화 시리즈이다. 제목 그대로 조선시대를 배경으로 한 미스터리 장르의 영화. 보통 출연자들이 대폭 물갈이되는 기존 시즌제와는 달리 주인공 '명탐정 김민'역을 맡은 김명민과 '개장수 서필' 역을 맡은 오달수가 1편부터 3편까지 고정출연중이다. 코미디, 액션, 추리, 재미 등 여러 가지 요소가 잘 어우러져있어서 호평일색이며 특이한 점은 시리즈마다 미스터리함이 가득한 의문의 미인 캐릭터들이 등장한다는 것이다. 최근 개봉한 3편 《조선명탐정: 흡혈괴마의 비밀》에서 끝편 말미 김민과 서필이 좀비들에게 쫓기는 장면으로 끝이 나며 4편을 예고했다.
- 《조선명탐정: 각시투구꽃의 비밀》은 2011년에 개봉한 대한민국의 영화이다.
- 《조선명탐정: 사라진 놉의 딸》은 2015년에 개봉한 대한민국의 영화이다.
- 《조선명탐정: 흡혈괴마의 비밀》은 2018년에 개봉한 대한민국의 영화이다.